# Persea chayuensis
Persea chayuensis là loài thực vật có hoa trong họ Nguyệt quế. Loài này được (S.K. Lee) Kosterm. miêu tả khoa học đầu tiên năm 1990.